# Jacqueline Zirkzee
Jacqueline Yvonne Zirkzee (Leiden, 30 juni 1960) is een Nederlandse auteur, bekend om haar historische romans en moderne interpretaties van klassieke legendes.
Zirkzee debuteerde in 2001 met Mykene, een historische roman over de Trojaanse Oorlog. Drie jaar later schreef ze een bewerking van de legende van Tristan en Isolde: Het Boek van Tristan en Isolde (2004). Ze was co-auteur van de briefroman Iris & Valentine. In 2008 verscheen Het Heksenhuis, een historische roman gebaseerd op de heksenvervolgingen in Bamberg. Na een verhalenbundel in 2011 bracht Zirkzee in 2013 de roman Reimer uit, waarin de beginjaren van de VOC en de Gouden Eeuw centraal staan. In 2014 werd Het Boek van Tristan en Isolde uitgebracht in vertaling als The Book of Isolde, onder het pseudoniem J.J. Circe. De eerste priesteres, een roman over de opkomst van steden in Mesopotamië rond 5500 v.Chr., verscheen in 2019. In 2024 verraste Zirkzee haar lezers met de dystopische roman SALOMON, geïnspireerd door de toeslagenaffaire. Voor het eerst brak ze met haar historische achtergrond en verkende ze een beklemmende toekomst waarin de grens tussen recht en onrecht vervaagt.
Ze groeide op in Oegstgeest en studeerde sociale en economische geschiedenis aan de Universiteit Leiden. Haar romans zijn gebaseerd op historisch onderzoek.